# Phreatodrobia rotunda
Phreatodrobia rotunda är en snäckart som beskrevs av Robert Hershler och Longley 1986. Phreatodrobia rotunda ingår i släktet Phreatodrobia och familjen tusensnäckor. IUCN kategoriserar arten globalt som otillräckligt studerad. Inga underarter finns listade i Catalogue of Life.